# Stenaoplus calvicoxus
Stenaoplus calvicoxus är en stekelart som beskrevs av Heinrich 1968. Stenaoplus calvicoxus ingår i släktet Stenaoplus och familjen brokparasitsteklar. Inga underarter finns listade i Catalogue of Life.